# 布拉茨凱 (錫內利尼科韋區)
布拉茨凱（烏克蘭語：Братське），是烏克蘭的村落，位於該國東部第聶伯羅彼得羅夫斯克州，由錫內利尼科韋區波克羅夫斯凱市鎮負責管轄，處於海丘爾河右岸，距離海拉西米夫卡0.5公里和新斯克柳瓦捷4公里，始建於1927年，面積0.11平方公里，海拔高度86米，2001年人口451。